# Museu da Igreja Paroquial da Ribeirinha

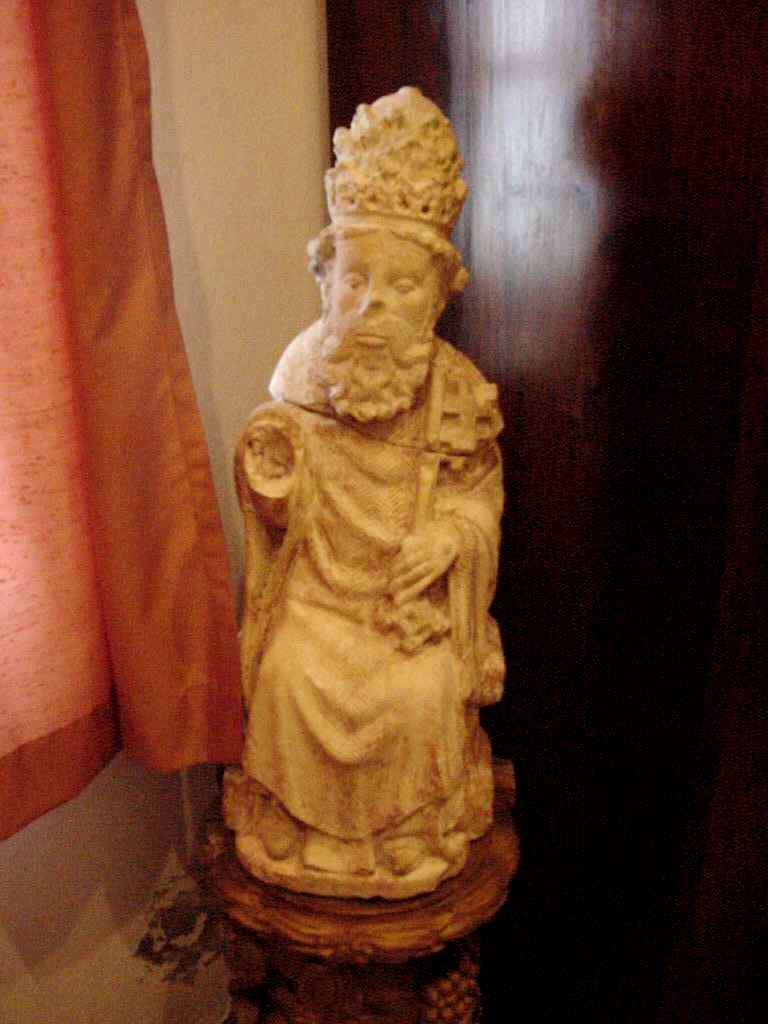
Imagem do Divino Pai Eterno, Museu da Igreja Paroquial da Ribeirinha.

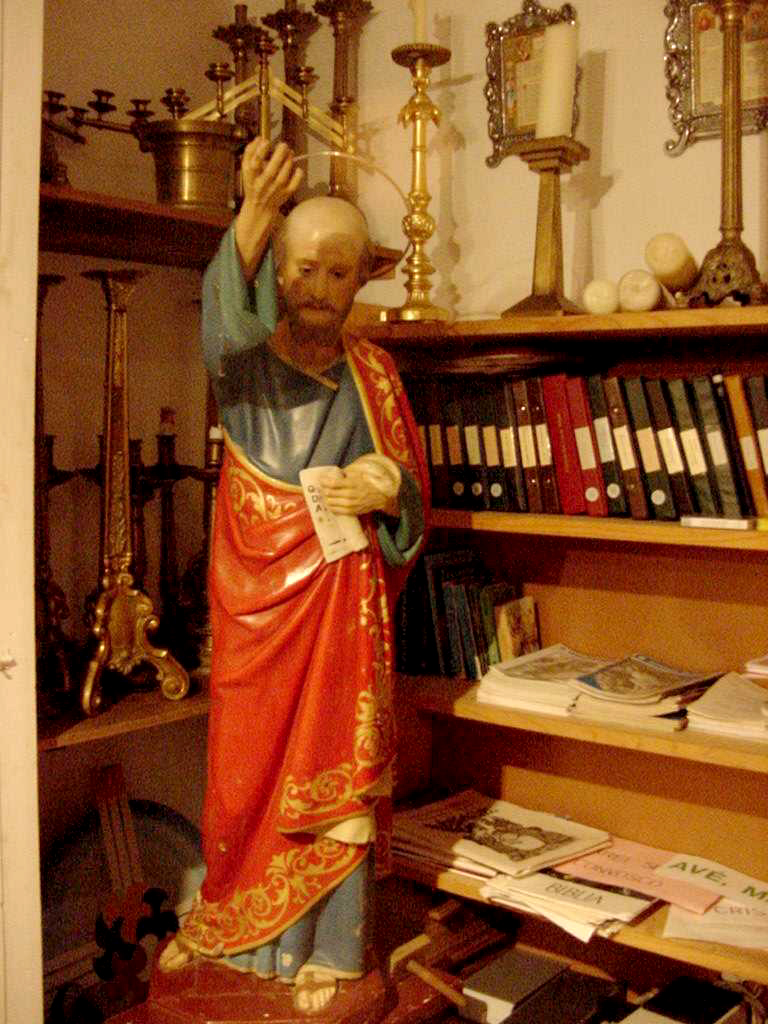
Imagem de São Pedro, Museu da Igreja de São Pedro da Ribeirinha.

O Museu da Igreja Paroquial da Ribeirinha localiza-se na freguesia da Ribeirinha, Concelho de Angra do Heroísmo, na Ilha Terceira, nos Açores.
Está instalado na sacristia lateral sul da Igreja Paroquial São Pedro da Ribeirinha.
Esta parte da igreja foi edificada para substituir a antiga casa da Ordem Terceira Franciscana, que existiu defronte da primitiva igreja até princípios do século XX. O espólio desta Ordem foi transferido para o museu conjuntamente com várias outras imagens religiosas pertencentes à própria igreja paroquial e doações de particulares.
Aqui encontra-se a primeira imagem de São Pedro em pedra de Ançã, as imagens de Santa Águeda e de Santa Apolónia, e uma imagem de Nossa Senhora das Graças cuja indumentária é bordada a fios de ouro, tendo sido adquirida em Paris. Também estão depositados neste museu os paramentos da igreja e jóias que foram oferecidas por particulares.